# Parafia Zesłania Ducha Świętego w Błażku
Parafia pw. Zesłania Ducha Świętego – parafia rzymskokatolicka znajdująca się w diecezji sandomierskiej w dekanacie Modliborzyce. 
Kościół parafialny pw. Zesłania Ducha Świętego zbudowany został w latach 1981-1982. Parafię erygowano 13 grudnia 1989 r.
Do parafii należą: Błażek, Nowe Moczydła